# إيتاكاكيسيتوبا
إيتاكاكيسيتوبا (بالإنجليزية: Itaquaquecetuba)‏ هي مدينة، وبلدية في البرازيل، تتبع ساو باولو، بلغ عدد سكانها 272٬942  نسمة، في 1 أغسطس 2000، تبلغ مساحتها 81٫777 كيلومتر مربع، رمزها البريدي هو 08570-000 até 08599-999.

## الموقع
تشترك في الحدود مع:
- Arujá [الإنجليزية]‏
- سوزانو
- ساو باولو
- بوا (البرازيل)
- موجي داس كروزيز.